# Toše Proeski
Toše Proeski, właśc. Todor Proeski (mac. Toše Proeski, cyryl. Тоше Проески; ur. 25 stycznia 1981 w Prilepie, zm. 16 października 2007 na A3 k. Novej Gradiški) – macedoński piosenkarz. Reprezentant Macedonii w 49. Konkursie Piosenki Eurowizji (2004).

## Życiorys

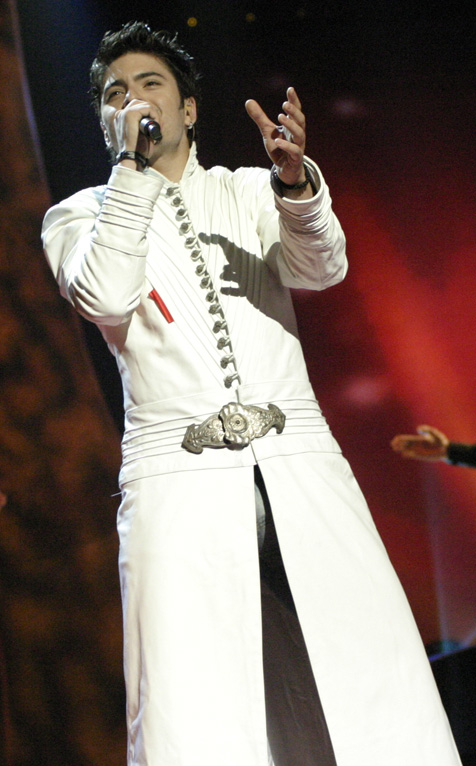
Toše Proeski podczas prób do występu w 44. Konkursie Piosenki Eurowizji w Stambule, maj 2004

Urodził się w Prilepiew Socjalistycznej Republice Macedonii, wchodzącej w skład Socjalistycznej Federalnej Republiki Jugosławii, natomiast większość swojego dzieciństwa spędził w Kruszewie.

### Kariera muzyczna
Zaczął śpiewać w wieku 12 lat, wówczas wystartował w festiwalu piosenki dziecięcej Zlatno slavejče w Skopju, na którym zaśpiewał piosenkę „Јаs i mојоt dеdо” w języku arumuńskim. Jego kariera rozpoczęła się jednak w 1996 r., kiedy wziął udział w festiwalu muzyki młodzieżowej Melfest w Prilepie. Po występie został wyróżniony za swoje mocne zdolności wokalne.
Zdobył rozpoznawalność po udziale w festiwalu Makfest w 1997, na którym wykonał piosenkę „Pusti me”. Liczba jego fanów szybko rosła, a on w ramach promocji uczestniczył w takich konkursach, jak Skopje Fest i Ohrid Fest. Proeski współpracował z jednym z uznanych macedońskich autorów tekstów, Grigorem Koprovem, który napisał dla niego teksty do niektórych z największych przebojów w swojej karierze („Usni bd usni”, „Sonce vo tvoite rusi kosi”). W 1999 wydał debiutancki album, zatytułowany Nekade vo nokta, który zawierał jedenaście utworów. Latem zagrał pierwszy koncert solowy w Skopju. Na początku 2000 zaczął nagrywać materiał na drugą płytę pt. Sinot božji. W czerwcu zaczął akcję promocyjną albumu, na którym zawarł kilka hitów, w tym np. „Nemir”, który nagrał w duecie z Karoliną Goczewą, a także „Vo kosi da ti spijam”, „Izlaži me ušte ednaš”, „Tajno moja” i „Iluzija”, za który otrzymał Grand Prix na festiwalu „Słowiański Bazar” w Witebsku.
W 2000 wziął udział w festiwalu Skopje Fest, będącym krajowymi eliminacjami do 45. Konkursu Piosenki Eurowizji. Podczas koncertu finałowego zaśpiewał utwór „Solzi pravat zlaten prsten”, który wygrał w głosowaniu telewidzów, jednak po zsumowaniu tego z wynikami głosowania komisji jurorskiej ostatecznie zajął 3. miejsce, przegrywając z Karoliną Goczewą i zwycięzcami selekcji, zespołem XXL. Po nagraniu i wydaniu trzeciego albumu pt. Ako me Pogledneš vo Oči w listopadzie 2002 rozpoczął trasę koncertową po Macedonii. Zaczął promować się w Serbii, Bośni i Hercegowinie, Bułgarii. W kwietniu 2003 z utworem „Čija si” wygrał serbski festiwal Beovizija, dzięki czemu dostał prawo reprezentowania Serbii i Czarnogóry podczas 48. Konkursu Piosenki Eurowizji, ale organizator konkursu, Europejska Unia Nadawców (EBU), uniemożliwił krajowi start w konkursie z powodu zbyt dużej liczby uczestników. W 2004 został wybrany wewnętrznie przez telewizję MKTV na reprezentanta Macedonii podczas 49. Konkursu Piosenki Eurowizji w Stambule. W lutym uczestniczył w koncercie telewizyjnym, na którym zaprezentował osiem piosenek, spośród których telewidzowie oraz komisja jurorska wybrała jego konkursową propozycję. Ostatecznie wybrano utwór „Angel si ti”. Wszystkie piosenki znalazły się na jego kolejnym albumie pt. Dan za nas, którą wydał w kwietniu. Niedługo potem wyruszył w trasę promocyjną po kraju, a w maju wystąpił w finale Konkursu Piosenki Eurowizji z piosenką „Life”. Zajął 14. miejsce w końcowej klasyfikacji. W tym samym roku Proeski skomponował utwór „Muza” dla Martina Wucziḱa.
W 2004 został mianowany ambasadorem dobrej woli UNICEF i nagrał piosenkę „This World”, która stała się hymnem organizacji UNICEF. W tym samym roku wokalista podpisał kontrakt płytowy z wytwórnią Dallas Records, dzięki czemu jego następny album mógł zostać wydany w Chorwacji i Słowenii. W tych krajach nagrał piosenkę „Krajnje vreme” wraz ze słoweńską piosenkarką, Anją Rupel. Jego piąty album, zatytułowany Po tebe, ukazał się w 2005 i został wydany we wszystkich krajach byłej Jugosławii. Płyta osiągnęła wysoki poziom sprzedaży, stając się jednym z najbardziej uznanych albumów w historii na Bałkanach. Piosenki z krążka przez kilka miesięcy oblegały listy przebojów w Macedonii, Serbii, Chorwacji, Słowenii oraz Bośni i Hercegowinie. Niedługo potem Proeski wydał debiutancki krążek kompilacyjny, zatytułowany Božilak, na którym umieścił 14 wybranych macedońskich pieśni tradycyjnych, które zostały zaaranżowane przez Sasę Nikolovski Gjumar, Ilija Pejovskiego i Soni Petrovskiego. Jego ostatni album pt. Igri bez granici (serb. Igra bez granica), został wydany w sierpniu 2007 r. na terenie byłej Jugosławii.
W 2007 nagrał swoją pierwszą piosenkę w języku słoweńskim – „Moja”, a także w języku włoskim – „Aria”, na której gościnnie zaśpiewała Gianną Nannini. Oprócz tego, wokalista w swojej karierze współpracował z takimi artystami, jak m.in. Antonija Sola, Bora CORBA, Esma Redżepowa, Goca Tržan, Grigor Koprow, Jeff Beck, Tony Cetinski i Željko Joksimović. Ostatni koncert Proeskiego odbył się 5 października 2007 w Skopje, a miał on na celu zbiórkę pieniędzy dla szkół podstawowych w Macedonii. Zebrano dziesiątki tysięcy euro, na koncert przyszło ponad 40 tysięcy ludzi, a oglądany był na całym świecie.

### Życie prywatne
Pochodził z rodziny macedońskich Wołosów (Arumunów), konstytucyjnie uznanej mniejszości narodowej w Republice Macedonii. Miał starszą siostrę. Był kawalerem. Jego partnerką była piłkarka ręczna Andrijana Budimir.

### Śmierć

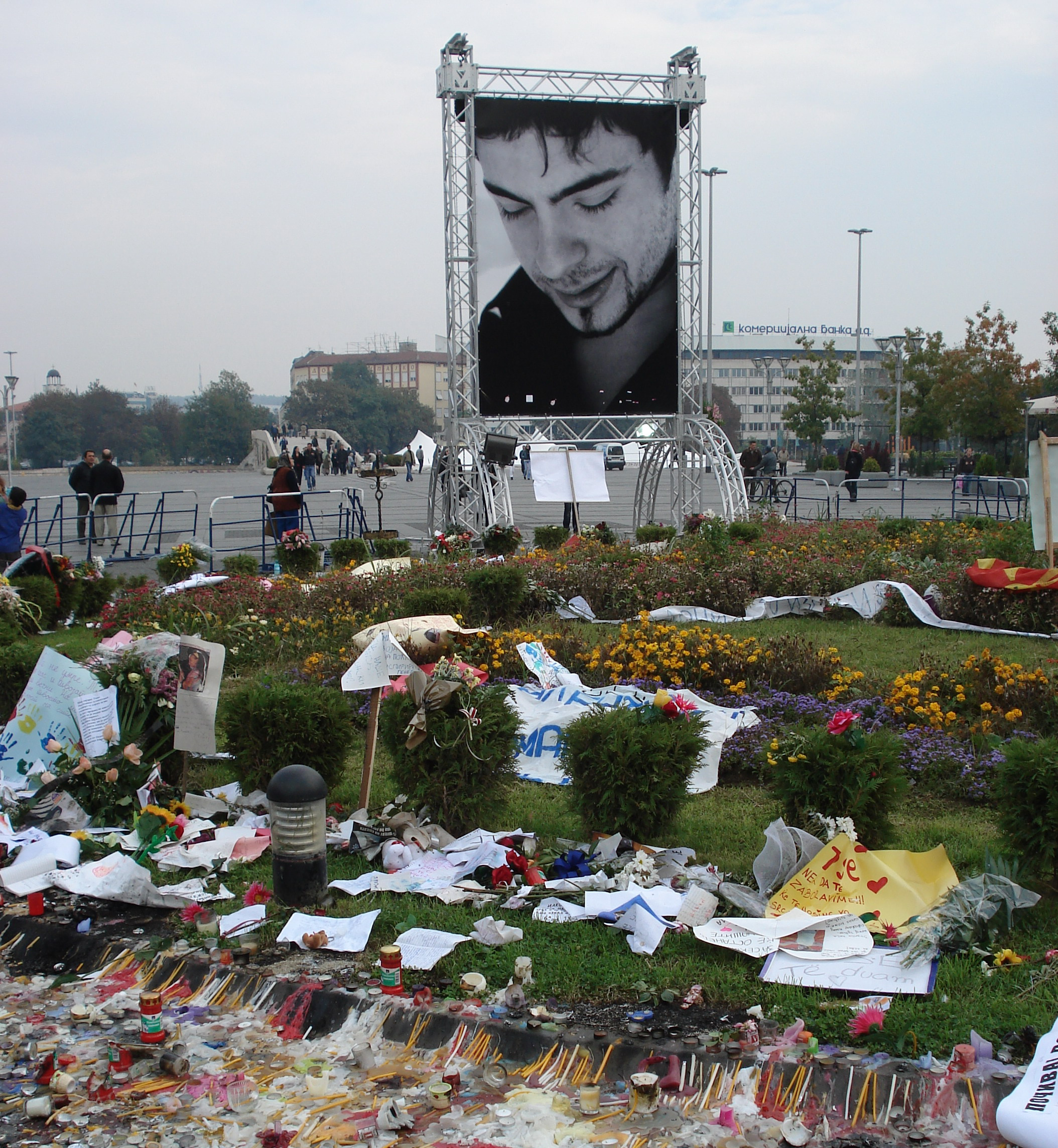
Zdjęcie centralnego placu w Skopju, gdzie mieszkańcy symbolicznie żegnali się ze zmarłą gwiazdą

W noc przed śmiercią Proeski udzielił wywiadu dla macedońskiej telewizji Kanal 5, w którym opowiedział m.in. o zamiarze skończenia studiów na Akademii Muzycznej, poszukiwaniach jego bratniej duszy oraz pracy nad nowym albumem.
Zginął tragicznie wczesnym rankiem 16 października 2007 (około godz. 6:20) w wypadku drogowym na chorwackiej autostradzie A3 w pobliżu Novej Gradiški. Wraz ze swoją menadżerką Ljiljaną Petrović był pasażerem Volkswagena Touarega, prowadzonego przez Georgija Georgijevskiego, który jadąc z dużą prędkością uderzył w tył naczepy ciężarówki, a następnie w barierę energochłonną. Kierowca zasnął z powodu zmęczenia, tracąc kontrolę nad pojazdem, a poduszki powietrzne nie zadziałały. W momencie zdarzenia Proeski spał na przednim siedzeniu pasażera, ponosząc śmierć na miejscu na skutek zmiażdżenia trzeciego kręgu szyjnego. Z pozostałych dwóch pasażerów tylko kierowca doznał poważniejszych obrażeń (uraz głowy). Ciężarówka nie doznała żadnych uszkodzeń. Chorwacka policja złożyła przeciwko Georgijevskiemu zawiadomienie o popełnieniu przestępstwa. Natychmiast po wypadku rozpoczęto kampanię społeczną przeciwko przekraczaniu prędkości na autostradach pod hasłem „Ne brže od života!” (pol. „Nie szybciej niż życie!”) ze zdjęciem Proeskiego na banerach.
O północy ciało Proeskiego przetransportowano śmigłowcem macedońskich sił zbrojnych do Skopja, a następnie przewieziono samochodem do rodzinnego Kruszewa. W chwili lądowania na stołecznym lotnisku im. Aleksandra Wielkiego obecni byli jego bliscy wraz z delegacją rządową pod przewodnictwem premiera Nikoli Gruewskiego. Niewielki pochód zorganizowała gwardia honorowa armii. Wydarzenie było transmitowane przez wszystkie macedońskie stacje telewizyjne. Pogrążeni w żałobie Macedończycy zebrali się na Placu Macedonii, by oddać mu ostatni hołd. Uroczystości pogrzebowe odbyły się następnego dnia o godz. 13:00 z elementami ceremoniału wojskowego. Wzięli w nich udział m.in.: Prezydent Macedonii Branko Crwenkowski, premier Nikola Gruewski, przewodniczący parlamentu Lubczo Georgiewski, dyplomaci oraz fani jego muzyki. 17 października 2007 władze macedońskie ogłosiły również żałobę narodową.

## Upamiętnienie
W marcu 2008 w Strumicy otwarto specjalną wystawę, zatytułowaną Misja Anioła wśród ludzi, zawierającą 27 fotogramów, upamiętniającą zmarłego piosenkarza. Wystawa została zaprezentowana m.in. w Belgradzie, Zagrzebiu, Lublanie, Rzymie, Watykanie i Kalkucie. 31 maja podczas finału 12. Chorwackiego Radiowego Festiwalu w Opatiji odbyła się światowa premiera klipu do utworu „The Hardest Thing” Toše Proeskiego. Podczas festiwalu po raz pierwszy przyznano także nagrodę jego imienia.
W kwietniu 2019 został pośmiertnie patronem Nacionałnej Areny, stadionu narodowego Macedonii Północnej.

## Dyskografia

### Albumy studyjne
- 1999: Nekade wo nokta
- 2000: Sinot bożji
- 2002: Ako me poglednesz vo oczi
- 2002: Ako me pogledaš u oči
- 2004: Den za nas
- 2005: Po tebe
- 2005: Pratim te
- 2006: Bożiłak
- 2007: Igri bez granici/Igra bez granica

### Albumy pośmiertne
- 2009: The Hardest Thing
- 2010: Toše & Prijateli – jos uvjek sanjam da smo zajedno
- 2011: So ljubav ot Tose

## Odznaczenia
- Order za Zasługi dla Republiki Macedonii (2011)[13]